# Основните принципи на грижата
Основните принципи на грижата (на английски: The Fundamentals of Caring) е американска комедийна драма от 2016 г. Филмът е режисиран от Роб Бърнет и е базиран на книгата на Джонатън Евисън (The Revised Fundamentals of Caregiving). В главните роли са Пол Ръд, Крег Робъртс и Селена Гомез. Премиерата на филма е на 29 януари 2016 на Филмовия фестивал Сънданс, а по цял свят излиза на 24 юни същата година.

## Актьорски състав
- Под Ръд в ролята на Бен
- Крег Робъртс в ролята на Тревър
- Селена Гомез в ролята на Дот
- Дженифър Ел в ролята на Елза
- Меган Фергюсън в ролята на Пийчез
- Фред Уелър в ролята на Боб
- Боби Канавали в ролята на Каш
- Джулия Дентън в ролята на Джанет